# 拉马 (圣蒂尔苏)
拉马是葡萄牙波尔图区的一个堂区。总面积2.14平方公里，总人口1515人，人口密度707.9人/平方公里。